# Wilhelmine Heimburg
Emilie Wilhelmine Bertha Behrens (7. září 1848 Thale – 9. září 1912 Niederlößnitz) známá pod pseudonymem Wilhelmine Heimburg, byla německá spisovatelka.

## Život
Wilhelmine byla dcerou vojenského lékaře a spisovatele Huga Behrense (1820–1910) a Caroliny roz. Daude (1826–1910). Většinu školních dnů strávila v Quedlinburgu. Kvůli otcovu pracovnímu přeložení přišla v roce 1876 do Salzwedelu, kde žila s rodiči dva roky. Podporovaná otcem debutovala v roce 1878 románem Aus dem Leben meiner alten Freundin. Díky tomuto úspěchu se téhož roku stala jednou z nejvýznamnějších pracovnic časopisu Die Gartenlaube.
Její rodiče, kteří žili nějakou dobu ve Frankfurtu nad Mohanem, se nakonec i s dcerou usadili v roce 1881 v Kötzschenbrodě na ulici Hermann-Ilgen-Straße 21, kde žili v sousedství Karla Maye. Dům nazývali „Villa Heimburg“. V roce 1910 získala Wilhelmine v Niederlößnitz vilu na ulici Borstraße 15, kterou nazývala "Haus Heimburg". Vila s ohradou byla později památkově chráněná a pojmenovaná Villa Heimburg.
Autorka byla čtenáři velmi dobře přijímána a byla považována za legitimní nástupkyni Eugenie Marlittové a Elisabeth Brushenbinderové (pseudonym Ernst Werner). Hedwig Courths-Mahler později uvedla, že by si ráda přečetla příběhy Wilhelmine Heimburgové. Po smrti Marlittové byla dokonce Wilhelmine požádána, aby pokračovala a dokončila její poslední, teprve započatý román Das Eulenhaus (1888). Nejznámějším dílem Heimburgové byl Lumpenmüllers Lieschen (1879).
Spisovatelka zemřela 9. září 1912 v Niederlößnitz, dva dny po svých 64. narozeninách. Byla zpopelněna v krematoriu Tolkewitz  a pohřbena na hřbitově Radebeul-West v rodinném hrobě Behrensových vedle rodičů a bratra, důstojníka Carla Ludwiga Maxe Behrense (1850–1908).

## Dílo

### Kompletní vydání
Souborné vydání románů a novel. Verlag Keil, Lipsko (později Union deutsche VG)

#### 1. řada 1894–1896
1. Aus dem Leben meiner alten Freundin
2. Lumpenmüllers Lieschen (1878 Veröffentlichung in der „Gartenlaube“)
3. Kloster Wendhusen
4. Ein armes Mädchen. Das Fräulein Pate
5. Trudchens Heirat. Im Banne der Musen
6. Die Andere
7. Herzenskrisen
8. Lore von Tollen
9. Eine unbedeutende Frau
10. Unter der Linde

#### 2. řada 1896–1898
1. Mamsell Unnütz
2. Um fremde Schuld
3. Erzählungen
4. Haus Beetzen
5. Trotzige Herzen

#### 3. řada 1904–1906
1. Antons Erben
2. Im Wasserwinkel
3. Sette Oldenroths Liebe
4. Doktor Dannz und seine Frau
5. Alte Liebe und anderes

### Jednotlivá vydání (výběr)
- Waldblumen. Acht Novellen. J. M. Gebhardt's Verlag (Leopold Gebhardt), Leipzig o. J.
- Melanie (1875)
- Gartenlaube. Leipzig 1880
- Ihr einziger Bruder. Verlag Gebhardt, Leipzig 1882
- Eugenie John-Marlitt. Ihr Leben und ihre Werke. In: E. Marlitt’s gesammelte Romane und Novellen, Band 10. Leipzig 1890
- Die lustige Frau Regine. Novellen und Skizzen. Union-Verlag, Stuttgart 1916
- Die Andere. Roman.Union-Verlag, Stuttgart 1919
- Dazumal. Vier Novellen. Union-Verlag, Stuttgart 1919 (Mikrofiche-Ausg: Belser, Stuttgart 1989
- Großvaters Stammbuch. Novellen. Union-Verlag, Stuttgart 1919
- Doktor Dannz und seine Frau. Union-Verlag, Stuttgart 1920
- Sabinens Freier. Auf schwankem Boden. 2 Novellen. Union-Verlag, Stuttgart 1920
- Alte Liebe und anderes. Erzählungen. Union-Verlag, Stuttgart 1922 (online: Alte Liebe und anderes im Projekt Gutenberg-DE)
- Um fremde Schuld. Roman. Union-Verlag, Stuttgart 1927
- Der Stärkere. Roman. Union-Verlag, Stuttgart 1927
- Familie Lorenz. Roman. Verlag Schreiter, Berlin 1930
- Lore von Tollen. Roman. Verlag Schreiter, Berlin 1930
- Lotte Lore. Roman. Union-Verlag, Stuttgart 1930
- Trotzige Herzen. Roman. Schreiter-Verlag, Berlin 1930 (online: Trotzige Herzen im Projekt Gutenberg-DE)
- Über steinige Wege. Roman. Schreiter-Verlag, Berlin 1930
- Antons Erben. Roman. Union-Verlag, Stuttgart 1932
- Ein armes Mädchen. Roman. Union-Verlag, Stuttgart 1932
- Haus Beetzen. Roman. Union-Verlag, Stuttgart 1932
- Im Wasserwinkel. Roman. Union-Verlag, Stuttgart 1932
- Mamsell Unnütz. Roman. Union-Verlag, Stuttgart 1932
- Sette Oldenroths Liebe. Roman. Union-Verlag, Stuttgart 1932
- Trudchens Heirat. Roman. Union-Verlag, Stuttgart 1932 (online: Trudchens Heirat im Projekt Gutenberg-DE)
- Unter der Linde. Sieben Novellen. Union-Verlag, Stuttgart 1932 (Mikrofiche-Ausg.: Belser, Stuttgart 1989
- Wie auch wir vergeben. Roman. Union-Verlag, Stuttgart 1934.Einzelausgaben (Auswahl)
- Herzenskrisen. Roman. Meister-Verlag, Rosenheim 1953
- Kloster Wendhusen. Meister-Verlag, Rosenheim 1953
- Eine unbedeutende Frau. Roman. Meister-Verlag, Rosenheim 1954 (Mikrofiche-Ausg.: Belser, Stuttgart 1989
- Aus dem Leben meiner alten Freundin. Fischer, Frankfurt/M. 1975, (online: Aus dem Leben meiner alten Freundin im Projekt Gutenberg-DE)
- Das Eulenhaus. Roman. Melchert Verlag, Hamburg 1985, (aus dem Nachlass von E. Marlitt)
- Lumpenmüllers Lieschen. Verlag Neues Leben, Berlin 1992

### V češtině
- Lora z Tollenu: román [Lore von Tollen] – přeložil Karel Eichner. Praha: Adolf Synek, po 1900
- Mlynářovic Bětuška: román – přeložil Karel Eichner. Tábor: Václav Kraus, 1903
- Ze života mé staré přítelkyně [Aus dem Leben meiner alten Freundin] – přeložil T. E. Tisovský. Tábor: V. Kraus, 1903
- Chudá dívka [Ein armes Mädchen]. Slečna kmotra – přeložil Karel Eichner: Tábor: V. Kraus, 1904?
- Po svatbě. V klatbě mus – Karel Eichner. Tábor: V. Kraus, 1904
- V klášteře Vendhúzském [Kloster Wendhusen]. Voršila – přeložila Julie Vlasáková. Tábor: V. Kraus, 1904
- Pod lipou: dvanáct novel [Unter der Linde] – přeložil Karel Eichner. Tábor: V. Kraus, 1905
- Ta druhá. Neporozuměno – přeložil Karel Eichner. Praha: A. Synek, 1907
- Krise srdcí: román [Trotzige Herzen] – přeložil Karel Eichner. Praha: A. Synek, 1909
- Babička – přeložil Karel Eichner; in: 1000... nejkrásnějších novel č. 72. Praha: J. R. Vilímek, 1914
- Nepatrná paní: román [Eine unbedeutende Frau] – přeložil Karel Eichner. Praha: A. Synek, 1914?
- Tvrdé hlavy – přeložil J. L. Turnovský. Praha: Alois Hynek, 1914[3]
- Vetřelkyně: román – přeložil J. L. Turnovský. Praha: A. Hynek, 1914 — 1928[4]
- Anuška ze Sternberku – přeložil J. L. Turnovský. Praha: A. Hynek, 1915
- Zámek Beetzenský [Haus Beetzen] – přeložil J. L. Turnovský. Praha: A. Hynek, 1915

- Povídky – [Ženichové slečny Sabiny – Františka ze Schlehen – Housenčí doupě – Stříbrný tesák – Babiččin kroužek whistový – Marianna Sieveningová – Babí léto] př. J. L. Turnovský. Praha: A. Hynek, 1916

- Jediný její bratr [Ihr einziger Bruder] – přeložil J. L. Turnovský. Praha: A. Hynek, 1918
- Ze života mé staré přítelkyně: román – přeložil Karel Zeman. Praha: Otto Girgal, 1919?
- Stará láska a jiné povídky – přeložil J. L. Turnovský – Praha: Adolf Synek, 1930
- V podzámčí a jiné povídky – přeložil J. L. Turnovský. Praha: A. Hynek, 1930
- Dědicové Antošovi: román – přeložil J. L. Turnovský. Praha: A. Synek, 1931?
- Žal a vítězství lásky: román – přeložila Julie Vlasáková. Mladá Boleslav: Josef L. Švíkal, 1932